# Ernest Cadine
Ernest Cadine (* 12. Juli 1893 in Saint-Denis; † 28. Mai 1978 in Paris) war ein französischer Gewichtheber und Kraftmensch.

## Amateursportler
Als Jugendlicher war Ernest Cadine ein vielseitig begabter Sportler und nahm in verschiedenen Sportarten erfolgreich als Wettkämpfer teil. Außer im Turnen und Schwimmen trat er auch bei Turnieren und nationalen Meisterschaften der Ringer und Gewichtheber hervor. Vor Ausbruch des Ersten Weltkriegs nahm er an den französischen Meisterschaften der Gewichtheber teil und belegte in der Mittelgewichtsklasse den dritten Platz. Während des Krieges wurde er zum Militärdienst eingezogen und diente bis Kriegsende in einem Artillerieregiment. Danach setzte er seine sportliche Ausbildung mit dem Schwerpunkt in der Schwerathletik fort und wurde 1919 im Halbschwergewicht französischer Meister im Gewichtheben. Damit qualifizierte er sich für die Teilnahme an den Olympischen Spielen 1920 in Antwerpen. Der olympische Wettkampf der Gewichtheber wurde 1920 als Dreikampf mit den Einzeldisziplinen einarmiges Reißen und Stoßen sowie beidarmiges Stoßen ausgetragen. Ernest Cadine trat im Halbschwergewicht an und gewann die Goldmedaille mit 295 kg, was als olympischer Rekord in die Geschichte einging. Nach seinem Olympiasieg nahm er als Amateur-Gewichtheber nicht mehr an internationalen Wettbewerben teil. Bei einer Sportveranstaltung in Paris erhöhte er am 21. November 1920 den Weltrekord des Schweizer Gewichthebers Maurice Dériaz im beidarmigen Stoßen von 170 auf 180 kg. Von 1920 bis 1925 stellte Cadine insgesamt sechs Weltrekorde auf, drei im Reißen und drei im Stoßen.

## Profi-Gewichtheber und -Kraftakrobat
Etwa zur gleichen Zeit wie Charles Rigoulot, der als sein Nachfolger 1924 in Paris Olympiasieger im Halbschwergewicht geworden war, begann Cadine 1925 seine Profi-Karriere. Als Profi-Gewichtheber nahm er 1925 einen Herausforderungskampf im Cirque d’Hiver in Paris gegen Rigoulot an. Die beiden Olympiasieger vereinbarten in den Disziplinen einarmiges und beidarmiges Reißen und Stoßen einen Zehnkampf, den Rigoulot, der 98 kg wog, gegen den 91 kg schweren Cadine mit 1082,0 kg : 1077,5 kg gewann. 1930 nahm Cadine im Cirque Medrano in Paris am Wettkampf der stärksten Männer der Welt teil, verlor dabei jedoch gegen Milo Barus aus der Tschechoslowakei, der den Titel „Weltmeister im Lastentragen“ errang. Als Kraftakrobat und Bodybuilder, der seinen athletischen Körper mit div. Kraftakten im Zirkus und in Varietes zur Schau stellte, war Cadine in den 1930er und 1940er Jahren in Frankreich ein Publikumsmagnet. In Würdigung seiner Lebensleistung wurde ihm 1978 vom französischen Staatspräsidenten der Verdienstorden Ordre national du Mérite verliehen.